# Дифракция звука
Дифракция звука — явление огибания звуковой волной малого препятствия, размер которого равен длине волны или меньше её. Первое строгое решение задачи дифракции получил в 1895 году немецкий физики А. Зоммерфельд, рассмотрев падение плоской волны на полуплоскость. Явление дифракции звука описывается на основе принципа Гюйгенса-Френеля. 

## Описание явления
Дифракцией  объясняется слышимость звука от источника, стоящего за углом, «проникновение» звука через небольшие отверстия или узкие щели. Дифракция определяет возможность диффузии звука —  рассеивания звука поверхностью, покрытой выступами размером, равным длине волны.  Дифракция звука вблизи малых препятствий  не может быть объяснена законами геометрической акустики, так как они верны для сверхмалых длин волн  или отражающих поверхностей, размер которых много больше длины волны.
Звук дифрагирует, проходя через вентиляционные отверстия, через дверные щели, полуоткрытое окно.  Явление дифракции применяется при создании рупоров громкоговорителей Когда   размер  рупора, мал по сравнению с длиной волны, звук распространяется приблизительно сферическими волнами, исходящими от громкоговорителя, как от центра.